# Arnold Bystritzki
Arnold Bystritzki (um 1865–nach 1926) war ein Filmregisseur und Filmproduzent in St. Petersburg und Berlin.

## Leben und Wirken
Arnold Bystritzki kam aus einer deutschsprachigen Familie, wahrscheinlich aus Böhmen.
Kurz nach 1900 führte er das Kino Messter Teatr am Newski Prospekt 65 in St. Petersburg, in Verbindung mit dem Berliner Filmstudio von Oskar Messter.
Seit Ende 1911 war er wahrscheinlich an  dem neuen Filmstudio Tanagra seines Bruders Michail Bystrizki beteiligt. 
Er drehte dort in den folgenden Jahren fünf Spielfilme zusammen mit dem deutschen Regisseur Georg Jacoby, teilweise in Berlin. (Solche  russisch-deutschen Kooperationen waren in dieser Zeit einmalig.) 
Nach dem Beginn des Ersten Weltkrieges musste das Unternehmen seine Aktivitäten in St. Petersburg einstellen, die beiden Brüder wurden  kurzzeitig interniert (wahrscheinlich als feindliche Ausländer).
Im August 1915 gründete Arnold Bystritzki das Filmstudio Saturn Film in Berlin (Tempelhof?) .
In diesem produzierte er etwa 70 Unterhaltungsfilme bis 1926, seit 1918 im Filmstudio in der Großen Frankfurter Straße 106. 1926 wurde er letztmals in Berlin erwähnt.
Wahrscheinlich starb er in diesem Jahr.

## Filmografie
Arnold Bystrizki war Regisseur in fünf russisch-deutschen Stummfilmproduktionen, immer zusammen mit dem deutschen Georg Jacoby.
- Роман русской балерины / Die Prima Ballerina (Die Primaballerina), D/RU, 1913,  mit Elena Smirnowa und Hugo Flink
- Когда серце должно замолчать / Anita Iversen, RUS/F/USA,  1913[11]
- В руках сластолюбца / Das Geheimnis der schwarzen Maske, RUS/USA/D 1913,  gedreht in Berlin[12]
- Берегись любви моей / Zigeunerblut, RUS 1914, Liebesgeschichte zwischen einer Zigeunerin und einem Grafen in Ungarn[13][14]
- Где Матильда? (Where is Mathilda?), 1914